# An Afternoon in the Garden
An Afternoon In The Garden (с англ. Днём в Гардене) — концертный альбом американского певца Элвиса Пресли 1997 года, вышедший к 25-летию успеха его выступлений в Нью-Йорке. Тогда — в 1972 году — вышел альбом «Elvis As Recorded At Madison Square Garden» с записью вечернего концерта 10 июня 1972; дневное выступление того же дня также было записано и вышло впервые именно на данном альбоме.

## Об альбоме
Несмотря на то, что Пресли приезжал в 1950-е гг. в Нью-Йорк выступать на телепередачах, свои первые концерты в этом городе он дал лишь в июне 1972 года. Из четырёх выступлений в Мэдисон-Сквер-Гарден с 9 по 11 июня RCA Records записали два (оба — 10 июня).
Альбом представляет стандартный концертный репертуар Пресли начала 1970-х гг., сочетающий старые рок-н-ролльные хиты и современные эстрадные номера. Несмотря на то, что Elvis As Recorded At Madison Square Garden был записан в тот же день, дневная программа несколько отличалась: Пресли исполнил четыре песни («Until It’s Time For You To Go», «Blue Suede Shoes», «Reconsider Baby» и «I’ll Remember You»), которые отсутствовали в вечернем концерте; с другой стороны, не была исполнена «The Impossible Dream». Кроме того, качество сведения записей на этом альбоме гораздо выше, чем на «Elvis As Recorded At Madison Square Garden» ввиду поспешности выхода последнего (всего через 8 дней после записи концерта).
До выхода An Afternoon In The Garden только три записи с данного выступления выходили в свет — это «Reconsider Baby», «I’ll Remember You» и «I Can’t Stop Loving You».

## Список композиций
1. Introduction: Also Sprach Zarathustra
2. That's All Right
3. Proud Mary
4. Never Been to Spain
5. You Don’t Have to Say You Love Me
6. Until It’s Time for You to Go
7. You’ve Lost That Lovin' Feelin'
8. Polk Salad Annie
9. Love Me
10. All Shook Up
11. Heartbreak Hotel
12. Teddy Bear / Don’t Be Cruel
13. Love Me Tender
14. Blue Suede Shoes
15. Reconsider Baby
16. Hound Dog
17. I’ll Remember You
18. Suspicious Minds
19. Introductions by Elvis
20. For the Good Times
21. An American Trilogy
22. Funny How Time Slips Away
23. I Can’t Stop Loving You
24. Can't Help Falling In Love
25. End Theme

Формат: компакт-диск, аудиокассета.